# Generalstaatsanwalt der Litauischen Republik

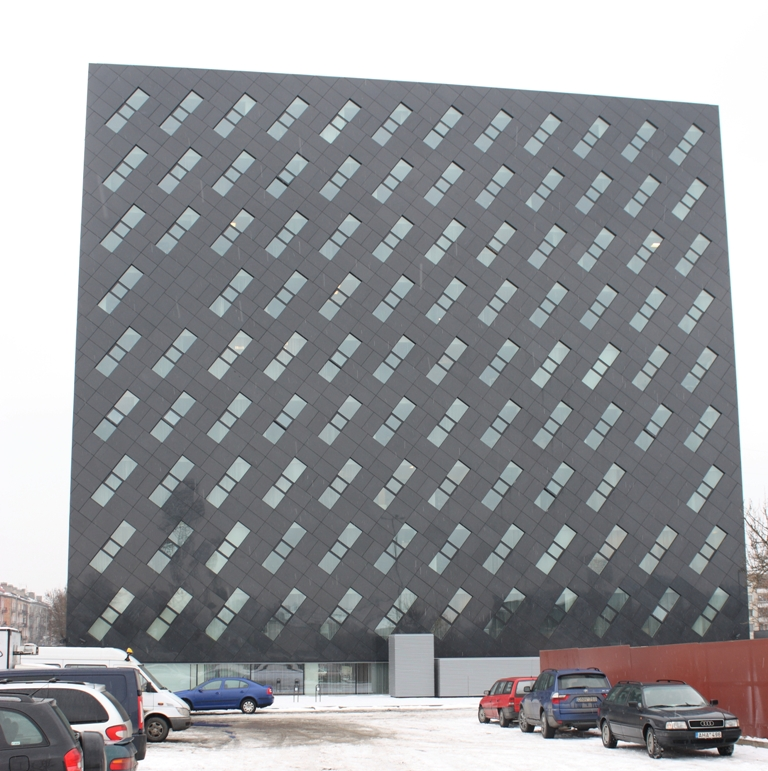
Generalstaatsanwaltschaft der Republik Litauen

Generalstaatsanwalt der Litauischen Republik (lit. Lietuvos Respublikos generalinis prokuroras) ist in Litauen das Strafverfolgungsorgan der Republik und nimmt Aufgaben neben der Justizgewalt  wahr. Er leitet die Generalstaatsanwaltschaft der Republik Litauen. Ihm sind Stellvertretende Generalstaatsanwälte, Oberstaatsanwälte der Generalstaatsanwaltschaft zugeordnet.
Zum Generalstaatsanwalt und seinem Stellvertreter wird Jurist mit juristischen Arbeitserfahrung von nicht weniger als 10 Jahren, nicht jünger als 35 Jahre vom Präsident mit Zustimmung von Seimas für 5 Jahre ernannt.

## Rechte
Der Generalstaatsanwalt (bzw. sein Stellvertreter) hat das Recht, an den Sitzungen von Seimas, des Präsidenten und der Litauischen Regierung teilzunehmen und dem Senatsvorsitzenden des Obersten Gerichts die Anwendung der Gesetze und anderer Rechtsakte vorzuschlagen, daran teilzunehmen und seine Meinung mitzuteilen.